# Mosquiter de Makira
El mosquiter de Makira (Phylloscopus makirensis; syn: Phylloscopus poliocephalus makirensis) és una espècie d'ocell de la família dels fil·loscòpids (Phylloscopidae). És endèmic de les illes Salomon. Els seus hàbitats principals són els boscos tropicals i subtropicals de frondoses humits de les terres baixes i de l'estatge montà i els matollars humids tropicals i subtropicals. El seu estat de conservació es considera sense evaluar (NE).

## Taxonomia
Segons la llista mundial d'ocells del Congrés Ornitològic Internacional (versió 13.2, juliol 2023) aquest tàxon tindria la categoria d'espècie. Tanmateix, altres obres taxonòmiques, com el Handook of the Birds of the World i la quarta versió de la BirdLife International Checklist of the birds of the world (Desembre 2019), el consideren encara una subespècie del mosquiter insular (P. poliocephalus makirensis).